# Congressional Budget Office
Congressional Budget Office (CBO) är en amerikansk federal politisk obunden myndighet som vars syfte är att tillhandahålla USA:s kongress med finansiell information, finansiella analyser och rapporter för att hjälpa kongressen när denna ska ta beslut om federala budgetar och lagar.
Den 12 juli 1974 signerade USA:s 37:e president Richard Nixon lagen Congressional Budget and Impoundment Control Act där det nämndes att en myndighet som förser kongressen med finansiell information och rapporter skulle grundas. Den 24 februari 1975 bildades CBO officiellt. Myndigheten har sitt huvudkontor i Ford House Office Building.